# ذیب
«ذیب» (عربی: ذیب) فیلمی بین‌المللی (محصول ۴ کشور امارات متحده عربی، قطر، اردن، بریتانیا) در سبک ماجراجویی و درام است که در سال ۲۰۱۴ منتشر شد.

## داستان
فیلم زندگی دو برادر صحرانشین _در جریان جنگ بین انگلیسی ها و عثمانی ها_ در اوایل قرن بیستم را روایت می کند. آنها با مردی انگلیسی (یادآور لارنس عربستان) همراه شده تا او را به چاه آبی که در دل صحرا و در کنار خط راه آهن قرار دارد برسانند. او ماموریت دارد که خط راه آهن را که وسیله تدارکات نظامی ترک های عثمانی است منفجر کند.